# 1954 (numero)
Millenovecentocinquantaquattro (1954) è il numero naturale dopo il 1953 e prima del 1955.

## Proprietà matematiche
- È un numero pari.
- È un numero composto da 4 divisori: 1, 2, 977, 1954. Poiché la somma dei suoi divisori (escluso il numero stesso) è 980 < 1954, è un numero difettivo.
- È un numero semiprimo.
- È esprimibile in un solo modo come somma di due quadrati: 1954 = 1225 + 729 = 352 + 272.
- È un numero poligonale centrale.
- È un numero intero privo di quadrati.
- È un numero malvagio.
- È parte delle terne pitagoriche (496, 1890, 1954), (1954, 954528, 954530).

## Astronomia
- 1954 Kukarkin è un asteroide della fascia principale del sistema solare.

## Astronautica
- Cosmos 1954 è un satellite artificiale russo.